# Matteo Adinolfi (1963)
Matteo Adinolfi (Latina, 24 dicembre 1963) è un politico italiano.

## Biografia
Laureato in economia e commercio, è insegnante in discipline economiche-giuridiche. È stato consulente del Tribunale di Latina.

### Attività politica
Inizia la sua attività politica nel 1997, anno in cui viene eletto consigliere comunale di Latina con Alleanza Nazionale. Dal 2016 è segretario provinciale Latina della Lega nonché consigliere comunale.
Alle elezioni Europee del 26 maggio 2019 viene eletto eurodeputato con la Lega.